# Келлер, Августин
Августин Келлер (нем. Augustin Keller; 10 ноября 1805 — 8 января 1883) — швейцарский государственный деятель.

## Биография
Родился в Зарменсторфе 10 ноября 1805 года в небольшой фермерской семье.
Посещал кантональную школу Арау (1822—1825), а затем изучал филологию, педагогику, историю, философию и национальную литературу в Мюнхене и Бреслау. С 1831 года работал учителем средней школы в Люцерне, а с 1834 по 1856 — директором учительского семинара — сначала в Арау, позднее в Веттингене. Внёс большой вклад в развитие системы образования в кантоне Аргау. С 1856 по 1858 год был президентом Общества естественных исследований Аргау. С 1835 до 1856 года состоял в Большом совете кантона Аргау.
Был известен как либерально-радикальный политик и как резкий критик Римско-католической церкви (хотя сам был католиком); в кантоне Аргау был главой партии свободомыслящих. После конфликта между правительственными войсками и католическими повстанцами в январе 1841 года, Келлер в своей речи на Большом совете кантоа назвал монастыри враждебными прогрессу и обвинил их в бунте; правительство Аргау закрыло все монастыри в кантоне. Спор о монастырях в Аргау спровоцировал международный кризис и в конечном итоге привел к Зондербундской войне 1847 года, за которой год спустя последовало основание швейцарского федерального государства.
С 1856 по 1881 год он был правительственным советником кантона Аргау (после недолгого пребывания на этой должности в 1848 году); выступал за полное равноправие евреев. В 1870 году, будучи президентом Совета католической церкви Аргау, Келлер осудил догмат непогрешимости, инициированный папой Пием IX, и призвал к созданию независимой швейцарской национальной церкви.
С 1872 года стоял во главе движения старокатоликов в Швейцарии. В 1871 году стал президентом Совета кантонов Швейцарии.
Он был одним из соучредителей новой христианско-католической церкви и был избран первым председателем Синодального совета в 1875 году.
Скончался 8 января 1883 года в Ленцбурге.